# Гембицкий, Ибрагим Рафаилович
Ибрагим Рафаилович Гембицкий (бел. Ібрагім Рафаілавіч Гембіцкі; 17 октября 1900, Минск — 1 января 1974, Минск) — советский график. Работал в технике ксилографии и цветной линогравюры.

## Биография
Родился в семье белорусских татар. В художественных выставках участвовал с 1921 года. Окончил Московский институт изобразительных искусств (1938), ученик Владимира Фаворского. Дипломная работа — ксилографические иллюстрации к повести Якуба Коласа «Трясина».
Творчество Ибрагима Гембицкого продолжает привлекать к себе внимание художников-академистов и общественности.

### Известные произведения
- «Разгром белопольских оккупантов в 1920 г.» (1939—1940)
- «Красный обоз — хлеб государству» (1947)
- «Весенний посев» (198)
- «Сбор урожая» (1952)
- «Здание политехнического института в Минске» (1953)
- «Минский железобетонный завод» (1958)